# 美深北インターチェンジ
美深北インターチェンジ（びふかきたインターチェンジ）は、北海道中川郡美深町字敷島にある名寄美深道路のインターチェンジである。供用前の仮称は「美深敷島」であった。

## 歴史
- 2013年（平成25年）3月30日：美深道路の美深IC - 美深北IC間が開通し、道路名称を「名寄美深道路」に統一[1][2]。

## 周辺
美深町中心部まで約2kmとなっている。
- 天塩川
- 美深駅（JR北海道・宗谷本線）

## 接続する道路
- 直接接続
  - 国道40号（国道275号重複）

## 隣
E5 名寄美深道路
美深IC - 美深北IC